# 车头田
车头田是中国广东省广州市从化区的一个自然村。在太平镇东南面约2000米，属高埔村管辖。清朝建村。1998年时，全村人口210人。